# Euphorbia gaubae
Euphorbia gaubae es una especie fanerógama perteneciente a la familia Euphorbiaceae. Es originaria de Irán.

## Taxonomía
Euphorbia gaubae fue descrita por (Soják) Radcl.-Sm. y publicado en Kew Bulletin 36: 216. 1981.
Etimología
Euphorbia: nombre genérico que deriva del médico griego del rey Juba II de Mauritania (52 a 50 a. C. - 23), Euphorbus, en su honor – o en alusión a su gran vientre –  ya que usaba médicamente Euphorbia resinifera. En 1753 Carlos Linneo asignó el nombre a todo el género.
gaubae: epíteto otorgado en honor del botánico Austriaco; Erwin Gauba (1891 - 1964), quien recolectó plantas en Irán y, después de la Segunda Guerra Mundial, en Australia.
Sinonimia
- Euphorbia gaubae var. velutina (Bornm. & Gauba) Oudejans
- Euphorbia halophila Bornm. & Gauba
- Euphorbia halophila var. velutina Bornm. & Gauba
- Tithymalus gaubae Soják[4][5]